# Satu Salonen
Satu Maarit Anneli Salonen (Vahto, 27 febbraio 1973) è un'ex fondista finlandese.

## Biografia
In Coppa del Mondo ottenne il primo risultato di rilievo il 2 marzo 1993 a Lahti (12ª) e il primo podio il 9 dicembre 2000 a Santa Caterina Valfurva (3ª).
In carriera prese parte a due edizioni dei Giochi olimpici invernali, Nagano 1998 (18ª nella 5 km, 18ª nella 15 km, 16ª nell'inseguimento, 7ª nella staffetta) e Salt Lake City 2002 (7ª nella 10 km, non conclude la 30 km, 36ª nell'inseguimento, 7ª nella staffetta), e a due dei Campionati mondiali, vincendo una medaglia.

## Palmarès

### Mondiali
- 1 medaglia:
  - 1 bronzo (staffetta[1] a Trondheim 1997)

### Coppa del Mondo
- Miglior piazzamento in classifica generale: 22ª nel 1999
- 2 podi (entrambi a squadre[2])[3]:
  - 2 terzi posti